# 互联网黑话
互联网“黑话”，又称互联网大厂黑话，是中国大陆互联网行业流行的行話，主要在阿里巴巴、字节跳动等大型企业（大厂）中流行。互联网黑话的特点是将简单的事情用高深晦涩的语言过度包装，令普通人难以看懂描述的事情，简而言之就是“不说人话”。对于互联网黑话的起源和性质，媒体有着各种解读：光明网认为作为人们认知中的高端行业，互联网行业的从业者利用黑话提高行业门槛和自身地位；封面新闻则认为一方面互联网的中间层借黑话排斥基层、向上邀功，另一方面随着互联网行业对社会影响力增强黑话也随之传播；澎湃新闻则认为黑话的背后其实是企业内部无意义的竞争，由于工作差异不大所以要黑话这种文字游戏来比拼绩效，根源在于企业考评体系的缺陷；南方周末则将这种语言现象称之为新八股。